# Paratriacanthodes retrospinis
Paratriacanthodes retrospinis és una espècie de peix de la família dels triacantòdids i de l'ordre dels tetraodontiformes.

## Morfologia
- Els mascles poden assolir 12 cm de longitud total.[4][5]

## Hàbitat
És un peix marí i d'aigües profundes que viu entre 418-920 m de fondària.

## Distribució geogràfica
Es troba a Moçambic, KwaZulu-Natal (Sud-àfrica), el Japó, la Xina i Nova Caledònia.

## Observacions
És inofensiu per als humans.